# Вулиця Покрови (Тернопіль)
Вулиця Покрови — вулиця в мікрорайоні «Кутківці» міста Тернополя. До 11 липня 2022 року — частина вулиці Бригадної (будинки №№12-26), перейменована у зв'язку з російським вторгненням в Україну.

## Відомості
Розпочинається від вулиці Петра Батьківського, пролягає на південний схід до вулиці Глибока Долина, де і закінчується. На вулиці розташовані приватні будинки.

## Транспорт
Рух вулицею — двосторонній, дорожнє покриття — асфальт. Громадський транспорт по вулиці не курсує, найближчі зупинки знаходяться на вулицях Петра Батьківського та Золотогірській.